# 드웨이 로빈슨
드웨이 로빈슨(Dewey Robinson, 1898년 8월 17일 ~ 1950년 12월 11일)은 미국의 배우, 연극 배우이다.

## 영화
- 발 류튼: 그림자 속의 사나이 (2007년)
- 스톰 워닝 (1951년)
- 앳 워 위드 더 아미 (1950년)
- 신부의 아버지 (1950년)
- 더 뷰티풀 브론드 프럼 배쉬풀 벤드 (1949년)
- 댓 미드나잇 키스 (1949년)
- 마이 프렌드 어머 (1949년)
- 아이 원더 후즈 키싱 허 나우 (1947년)
- 비하인드 더 마스크 (1946년)
- 더 미싱 레이디 (1946년)
- 스윙 퍼레이드 1946 (1946년)
- 보스톤에서 온 두 자매 (1946년)
- 딜린저 (1945년)
- 성 메리 성당의 종 (1945년)
- 벨 오브 더 유콘 (1944년)
- 정복 영웅의 환영 (1944년)
- 일곱 번째 희생자 (1943년)
- 유령선 (1943년)
- 마이 페이버릿 스파이 (1942년)
- 팜 비치 스토리 (1942년)
- 설리반의 여행 (1942년)
- 카사블랑카 (1942년)
- 축제 (1941년)
- 컴 리브 위드 미 (1941년)
- 댄스, 걸, 댄스 (1940년)
- 파랑새 (1940년)
- 틴 팬 앨리 (1940년)
- 위대한 맥긴티 (1940년)
- 파리의 분노 (1938년)
- 뉴욕의 토스트 (1937년)
- 온 더 에비뉴 (1937년)
- 뉴 페이스 오브 1937 (1937년)
- 십자군 (1935년)
- 한여름 밤의 꿈 (1935년)
- 스튜던트 투어 (1934년)
- 메리 위도우 (1934년)
- 캣 앤 더 피들 (1934년)
- 조지 화이트의 스캔달 (1934년)
- 다이아몬드 릴 (1933년)
- 금발의 비너스 (1932년)
- 빅 브로드캐스트 (1932년)